# Liste des membres de la 3e Assemblée d'Irlande du Nord
Il s’agit d’une liste des membres de la troisième Assemblée d’Irlande du Nord élus le 7 mars 2007 ou cooptés ultérieurement. Le troisième mandat a été le premier de l'histoire de l'Assemblée à se terminer.

## Points forts du parti
| Parti                          | Parti                              | Désignation  | Mars 2007 élection | Mars 2011 Fin |
| ------------------------------ | ---------------------------------- | ------------ | ------------------ | ------------- |
| ●                              | Democratic Unionist Party          | Unioniste    | 36                 | 35            |
| ●                              | Sinn Féin                          | Nationaliste | 28                 | 27            |
| ●                              | Ulster Unionist Party              | Unioniste    | 18                 | 16            |
| ●                              | Social Democratic and Labour Party | Nationaliste | 16                 | 16            |
| ●                              | Alliance Party of Northern Ireland | Autre        | 7                  | 7             |
|                                | Progressive Unionist Party         | Unioniste    | 1                  | 0             |
|                                | Green Party in Northern Ireland    | Autre        | 1                  | 1             |
|                                | Independent                        | Nationaliste | 0                  | 1             |
|                                | Independent                        | Autre        | 1                  | 1             |
|                                | Independent                        | Unioniste    | 0                  | 3             |
|                                | Speaker                            | Aucun        | 0                  | 1             |
| Total                          | Total                              | Total        | 108                | 108           |
| ● = Exécutif d'Irlande du Nord |                                    |              |                    |               |

1. ↑  Alliance a rejoint l'exécutif le 12 avril 2010, administrant le département de la Justice avec un soutien intercommunautaire.
2. ↑  Le MLA élu Speaker de l'Assemblée renonce à son affiliation à un parti pendant qu'il est en poste.

### Représentation graphique

Aux élections, 7 mars 2007
8 mai au 29 novembre 2007
3 janvier 2011 jusqu'à la fin

Ce n’est pas le plan de salle réel.

## MLAs par parti
Voici une liste des MLAs élus à l'Assemblée d'Irlande du Nord lors des élections de 2007 à l'Assemblée d'Irlande du Nord, triés par parti.
| Parti              | Parti                                   | Nom                        | Circonscription            |
| ------------------ | --------------------------------------- | -------------------------- | -------------------------- |
|                    | Democratic Unionist Party (35)          | Sydney Anderson †          | Upper Bann                 |
| Jonathan Bell †    | Democratic Unionist Party (35)          | Strangford                 |                            |
| Allan Bresland     | Democratic Unionist Party (35)          | West Tyrone                |                            |
| Wallace Browne     | Democratic Unionist Party (35)          | Belfast East               |                            |
| Thomas Buchanan    | Democratic Unionist Party (35)          | West Tyrone                |                            |
| Gregory Campbell   | Democratic Unionist Party (35)          | East Londonderry           |                            |
| Trevor Clarke      | Democratic Unionist Party (35)          | South Antrim               |                            |
| Jonathan Craig     | Democratic Unionist Party (35)          | Lagan Valley               |                            |
| Alex Easton        | Democratic Unionist Party (35)          | North Down                 |                            |
| Arlene Foster      | Democratic Unionist Party (35)          | Fermanagh and South Tyrone |                            |
| Paul Frew †        | Democratic Unionist Party (35)          | North Antrim               |                            |
| Simpson Gibson †   | Democratic Unionist Party (35)          | Strangford                 |                            |
| Paul Girvan †      | Democratic Unionist Party (35)          | South Antrim               |                            |
| Paul Givan †       | Democratic Unionist Party (35)          | Lagan Valley               |                            |
| Simon Hamilton     | Democratic Unionist Party (35)          | Strangford                 |                            |
| David Hilditch     | Democratic Unionist Party (35)          | East Antrim                |                            |
| William Humphrey † | Democratic Unionist Party (35)          | Belfast North              |                            |
| William Irwin      | Democratic Unionist Party (35)          | Newry and Armagh           |                            |
| Nelson McCausland  | Democratic Unionist Party (35)          | Belfast North              |                            |
| Ian McCrea         | Democratic Unionist Party (35)          | Mid Ulster                 |                            |
| Michelle McIlveen  | Democratic Unionist Party (35)          | Strangford                 |                            |
| Adrian McQuillan   | Democratic Unionist Party (35)          | East Londonderry           |                            |
| Maurice Morrow     | Democratic Unionist Party (35)          | Fermanagh and South Tyrone |                            |
| Stephen Moutray    | Democratic Unionist Party (35)          | Upper Bann                 |                            |
| Robin Newton       | Democratic Unionist Party (35)          | Belfast East               |                            |
| Ian Paisley        | Democratic Unionist Party (35)          | North Antrim               |                            |
| Edwin Poots        | Democratic Unionist Party (35)          | Lagan Valley               |                            |
| George Robinson    | Democratic Unionist Party (35)          | East Londonderry           |                            |
| Peter Robinson     | Democratic Unionist Party (35)          | Belfast East               |                            |
| Alastair Ross †    | Democratic Unionist Party (35)          | East Antrim                |                            |
| Jimmy Spratt       | Democratic Unionist Party (35)          | Belfast South              |                            |
| Mervyn Storey      | Democratic Unionist Party (35)          | North Antrim               |                            |
| Peter Weir         | Democratic Unionist Party (35)          | North Down                 |                            |
| Jim Wells          | Democratic Unionist Party (35)          | South Down                 |                            |
| Sammy Wilson       | Democratic Unionist Party (35)          | East Antrim                |                            |
|                    | Sinn Féin (27)                          | Martina Anderson           | Foyle                      |
| Cathal Boylan      | Sinn Féin (27)                          | Newry and Armagh           |                            |
| Mickey Brady       | Sinn Féin (27)                          | Newry and Armagh           |                            |
| Paul Butler        | Sinn Féin (27)                          | Lagan Valley               |                            |
| Carál Ní Chuilín   | Sinn Féin (27)                          | Belfast North              |                            |
| Willie Clarke      | Sinn Féin (27)                          | South Down                 |                            |
| Pat Doherty        | Sinn Féin (27)                          | West Tyrone                |                            |
| Michelle Gildernew | Sinn Féin (27)                          | Fermanagh and South Tyrone |                            |
| Gerry Kelly        | Sinn Féin (27)                          | Belfast North              |                            |
| Billy Leonard †    | Sinn Féin (27)                          | East Londonderry           |                            |
| Alex Maskey        | Sinn Féin (27)                          | Belfast South              |                            |
| Paul Maskey        | Sinn Féin (27)                          | Belfast West               |                            |
| Fra McCann         | Sinn Féin (27)                          | Belfast West               |                            |
| Jennifer McCann    | Sinn Féin (27)                          | Belfast West               |                            |
| Raymond McCartney  | Sinn Féin (27)                          | Foyle                      |                            |
| Barry McElduff     | Sinn Féin (27)                          | West Tyrone                |                            |
| Claire McGill      | Sinn Féin (27)                          | West Tyrone                |                            |
| Martin McGuinness  | Sinn Féin (27)                          | Mid Ulster                 |                            |
| Daithí McKay       | Sinn Féin (27)                          | North Antrim               |                            |
| Mitchel McLaughlin | Sinn Féin (27)                          | South Antrim               |                            |
| Francie Molloy     | Sinn Féin (27)                          | Mid Ulster                 |                            |
| Conor Murphy       | Sinn Féin (27)                          | Newry and Armagh           |                            |
| John O'Dowd        | Sinn Féin (27)                          | Upper Bann                 |                            |
| Michelle O'Neill   | Sinn Féin (27)                          | Mid Ulster                 |                            |
| Sue Ramsey         | Sinn Féin (27)                          | Belfast West               |                            |
| Caitríona Ruane    | Sinn Féin (27)                          | South Down                 |                            |
| Pat Sheehan †      | Sinn Féin (27)                          | Belfast West               |                            |
|                    | Ulster Unionist Party (16)              | Billy Armstrong            | Mid Ulster                 |
| Roy Beggs Jr       | Ulster Unionist Party (16)              | East Antrim                |                            |
| Danny Kinahan †    | Ulster Unionist Party (16)              | South Antrim               |                            |
| Fred Cobain        | Ulster Unionist Party (16)              | Belfast North              |                            |
| Robert Coulter     | Ulster Unionist Party (16)              | North Antrim               |                            |
| Leslie Cree        | Ulster Unionist Party (16)              | North Down                 |                            |
| Tom Elliott        | Ulster Unionist Party (16)              | Fermanagh and South Tyrone |                            |
| Reg Empey          | Ulster Unionist Party (16)              | Belfast East               |                            |
| Sam Gardiner       | Ulster Unionist Party (16)              | Upper Bann                 |                            |
| Danny Kennedy      | Ulster Unionist Party (16)              | Newry and Armagh           |                            |
| John McCallister   | Ulster Unionist Party (16)              | South Down                 |                            |
| Basil McCrea       | Ulster Unionist Party (16)              | Lagan Valley               |                            |
| Michael McGimpsey  | Ulster Unionist Party (16)              | Belfast South              |                            |
| David McNarry      | Ulster Unionist Party (16)              | Strangford                 |                            |
| Ken Robinson       | Ulster Unionist Party (16)              | East Antrim                |                            |
| George Savage      | Ulster Unionist Party (16)              | Upper Bann                 |                            |
|                    | Social Democratic and Labour Party (16) | Alex Attwood               | Belfast West               |
| Dominic Bradley    | Social Democratic and Labour Party (16) | Newry and Armagh           |                            |
| Mary Bradley       | Social Democratic and Labour Party (16) | Foyle                      |                            |
| P. J. Bradley      | Social Democratic and Labour Party (16) | South Down                 |                            |
| Thomas Burns       | Social Democratic and Labour Party (16) | South Antrim               |                            |
| John Dallat        | Social Democratic and Labour Party (16) | East Londonderry           |                            |
| Pól Callaghan †    | Social Democratic and Labour Party (16) | Foyle                      |                            |
| Tommy Gallagher    | Social Democratic and Labour Party (16) | Fermanagh and South Tyrone |                            |
| Conall McDevitt †  | Social Democratic and Labour Party (16) | Belfast South              |                            |
| Dolores Kelly      | Social Democratic and Labour Party (16) | Upper Bann                 |                            |
| Alban Maginness    | Social Democratic and Labour Party (16) | Belfast North              |                            |
| Alasdair McDonnell | Social Democratic and Labour Party (16) | Belfast South              |                            |
| Patsy McGlone      | Social Democratic and Labour Party (16) | Mid Ulster                 |                            |
| Declan O'Loan      | Social Democratic and Labour Party (16) | North Antrim               |                            |
| Pat Ramsey         | Social Democratic and Labour Party (16) | Foyle                      |                            |
| Margaret Ritchie   | Social Democratic and Labour Party (16) | South Down                 |                            |
|                    | Alliance Party of Northern Ireland (7)  | Stephen Farry              | North Down                 |
| David Ford         | Alliance Party of Northern Ireland (7)  | South Antrim               |                            |
| Anna Lo            | Alliance Party of Northern Ireland (7)  | Belfast South              |                            |
| Chris Lyttle †     | Alliance Party of Northern Ireland (7)  | Belfast East               |                            |
| Trevor Lunn        | Alliance Party of Northern Ireland (7)  | Lagan Valley               |                            |
| Kieran McCarthy    | Alliance Party of Northern Ireland (7)  | Strangford                 |                            |
| Sean Neeson        | Alliance Party of Northern Ireland (7)  | East Antrim                |                            |
|                    | Green Party in Northern Ireland (1)     | Brian Wilson               | North Down                 |
|                    | Independent (1)                         | Kieran Deeny               | West Tyrone                |
|                    | Independent Unionist (3)                | Dawn Purvis ‡              | Belfast East               |
| David McClarty ‡   | Independent Unionist (3)                | East Londonderry           |                            |
| Alan McFarland ‡   | Independent Unionist (3)                | North Down                 |                            |
|                    | Independent Nationalist (1)             | Gerry McHugh ‡             | Fermanagh and South Tyrone |
|                    | Speaker (1)                             | William Hay ‡              | Foyle                      |

† Coopté pour remplacer un MLA élu
‡ Changement d'affiliation en cours de mandat

## MLAs par circonscription
La liste est donnée par ordre alphabétique par circonscription.
| Membres de la 3e Assemblée d'Irlande du Nord | Membres de la 3e Assemblée d'Irlande du Nord | Membres de la 3e Assemblée d'Irlande du Nord | Membres de la 3e Assemblée d'Irlande du Nord |
| Circonscription                              | Nom                                          | Parti                                        | Parti                                        |
| -------------------------------------------- | -------------------------------------------- | -------------------------------------------- | -------------------------------------------- |
| Belfast East                                 | Wallace Browne                               |                                              | Democratic Unionist Party                    |
| Belfast East                                 | Reg Empey                                    |                                              | Ulster Unionist Party                        |
| Belfast East                                 | Naomi Long                                   |                                              | Alliance Party of Northern Ireland           |
| Belfast East                                 | Robin Newton                                 |                                              | Democratic Unionist Party                    |
| Belfast East                                 | Dawn Purvis ‡                                |                                              | Independent Unionist                         |
| Belfast East                                 | Peter Robinson                               |                                              | Democratic Unionist Party                    |
| Belfast North                                | Fred Cobain                                  |                                              | Ulster Unionist Party                        |
| Belfast North                                | William Humphrey †                           |                                              | Democratic Unionist Party                    |
| Belfast North                                | Gerry Kelly                                  |                                              | Sinn Féin                                    |
| Belfast North                                | Nelson McCausland                            |                                              | Democratic Unionist Party                    |
| Belfast North                                | Alban Maginness                              |                                              | Social Democratic and Labour Party           |
| Belfast North                                | Carál Ní Chuilín                             |                                              | Sinn Féin                                    |
| Belfast South                                | Anna Lo                                      |                                              | Alliance Party of Northern Ireland           |
| Belfast South                                | Alex Maskey                                  |                                              | Sinn Féin                                    |
| Belfast South                                | Conall McDevitt †                            |                                              | Social Democratic and Labour Party           |
| Belfast South                                | Alasdair McDonnell                           |                                              | Social Democratic and Labour Party           |
| Belfast South                                | Michael McGimpsey                            |                                              | Ulster Unionist Party                        |
| Belfast South                                | Jimmy Spratt                                 |                                              | Democratic Unionist Party                    |
| Belfast West                                 | Alex Attwood                                 |                                              | Social Democratic and Labour Party           |
| Belfast West                                 | Fra McCann                                   |                                              | Sinn Féin                                    |
| Belfast West                                 | Jennifer McCann                              |                                              | Sinn Féin                                    |
| Belfast West                                 | Paul Maskey                                  |                                              | Sinn Féin                                    |
| Belfast West                                 | Sue Ramsey                                   |                                              | Sinn Féin                                    |
| Belfast West                                 | Pat Sheehan †                                |                                              | Sinn Féin                                    |
| East Antrim                                  | Roy Beggs, Jr.                               |                                              | Ulster Unionist Party                        |
| East Antrim                                  | Sean Neeson                                  |                                              | Alliance Party of Northern Ireland           |
| East Antrim                                  | David Hilditch                               |                                              | Democratic Unionist Party                    |
| East Antrim                                  | Alastair Ross †                              |                                              | Democratic Unionist Party                    |
| East Antrim                                  | Ken Robinson                                 |                                              | Sinn Féin                                    |
| East Antrim                                  | Sammy Wilson                                 |                                              | Democratic Unionist Party                    |
| East Londonderry                             | Gregory Campbell                             |                                              | Democratic Unionist Party                    |
| East Londonderry                             | John Dallat                                  |                                              | Social Democratic and Labour Party           |
| East Londonderry                             | Billy Leonard †                              |                                              | Sinn Féin                                    |
| East Londonderry                             | David McClarty ‡                             |                                              | Independent Unionist                         |
| East Londonderry                             | Adrian McQuillan                             |                                              | Democratic Unionist Party                    |
| East Londonderry                             | George Robinson                              |                                              | Democratic Unionist Party                    |
| Fermanagh and South Tyrone                   | Tom Elliott                                  |                                              | Ulster Unionist Party                        |
| Fermanagh and South Tyrone                   | Arlene Foster                                |                                              | Democratic Unionist Party                    |
| Fermanagh and South Tyrone                   | Tommy Gallagher                              |                                              | Social Democratic and Labour Party           |
| Fermanagh and South Tyrone                   | Michelle Gildernew                           |                                              | Sinn Féin                                    |
| Fermanagh and South Tyrone                   | Gerry McHugh ‡                               |                                              | Independent Nationalist                      |
| Fermanagh and South Tyrone                   | Maurice Morrow                               |                                              | Democratic Unionist Party                    |
| Foyle                                        | Martina Anderson                             |                                              | Sinn Féin                                    |
| Foyle                                        | Mary Bradley                                 |                                              | Social Democratic and Labour Party           |
| Foyle                                        | Pól Callaghan †                              |                                              | Social Democratic and Labour Party           |
| Foyle                                        | William Hay ‡                                |                                              | Speaker                                      |
| Foyle                                        | Raymond McCartney                            |                                              | Sinn Féin                                    |
| Foyle                                        | Pat Ramsey                                   |                                              | Social Democratic and Labour Party           |
| Lagan Valley                                 | Paul Butler                                  |                                              | Sinn Féin                                    |
| Lagan Valley                                 | Jonathan Craig                               |                                              | Democratic Unionist Party                    |
| Lagan Valley                                 | Paul Givan †                                 |                                              | Democratic Unionist Party                    |
| Lagan Valley                                 | Trevor Lunn                                  |                                              | Alliance Party of Northern Ireland           |
| Lagan Valley                                 | Basil McCrea                                 |                                              | Ulster Unionist Party                        |
| Lagan Valley                                 | Edwin Poots                                  |                                              | Democratic Unionist Party                    |
| Mid Ulster                                   | Billy Armstrong                              |                                              | Ulster Unionist Party                        |
| Mid Ulster                                   | Ian McCrea                                   |                                              | Democratic Unionist Party                    |
| Mid Ulster                                   | Patsy McGlone                                |                                              | Social Democratic and Labour Party           |
| Mid Ulster                                   | Martin McGuinness                            |                                              | Sinn Féin                                    |
| Mid Ulster                                   | Francie Molloy                               |                                              | Sinn Féin                                    |
| Mid Ulster                                   | Michelle O'Neill                             |                                              | Sinn Féin                                    |
| Newry and Armagh                             | Cathal Boylan                                |                                              | Sinn Féin                                    |
| Newry and Armagh                             | Mickey Brady                                 |                                              | Sinn Féin                                    |
| Newry and Armagh                             | Dominic Bradley                              |                                              | Social Democratic and Labour Party           |
| Newry and Armagh                             | William Irwin                                |                                              | Democratic Unionist Party                    |
| Newry and Armagh                             | Danny Kennedy                                |                                              | Ulster Unionist Party                        |
| Newry and Armagh                             | Conor Murphy                                 |                                              | Sinn Féin                                    |
| North Antrim                                 | Robert Coulter                               |                                              | Ulster Unionist Party                        |
| North Antrim                                 | Paul Frew †                                  |                                              | Democratic Unionist Party                    |
| North Antrim                                 | Daithí McKay                                 |                                              | Sinn Féin                                    |
| North Antrim                                 | Declan O'Loan                                |                                              | Social Democratic and Labour Party           |
| North Antrim                                 | Ian Paisley                                  |                                              | Democratic Unionist Party                    |
| North Antrim                                 | Mervyn Storey                                |                                              | Democratic Unionist Party                    |
| North Down                                   | Leslie Cree                                  |                                              | Ulster Unionist Party                        |
| North Down                                   | Alex Easton                                  |                                              | Democratic Unionist Party                    |
| North Down                                   | Stephen Farry                                |                                              | Alliance Party of Northern Ireland           |
| North Down                                   | Alan McFarland ‡                             |                                              | Independent Unionist                         |
| North Down                                   | Peter Weir                                   |                                              | Democratic Unionist Party                    |
| North Down                                   | Brian Wilson                                 |                                              | Green Party in Northern Ireland              |
| South Antrim                                 | Trevor Clarke                                |                                              | Democratic Unionist Party                    |
| South Antrim                                 | David Ford                                   |                                              | Alliance Party of Northern Ireland           |
| South Antrim                                 | Paul Girvan †                                |                                              | Democratic Unionist Party                    |
| South Antrim                                 | Danny Kinahan †                              |                                              | Ulster Unionist Party                        |
| South Antrim                                 | Thomas Burns                                 |                                              | Social Democratic and Labour Party           |
| South Antrim                                 | Mitchel McLaughlin                           |                                              | Sinn Féin                                    |
| South Down                                   | P. J. Bradley                                |                                              | Social Democratic and Labour Party           |
| South Down                                   | Willie Clarke                                |                                              | Sinn Féin                                    |
| South Down                                   | John McCallister                             |                                              | Ulster Unionist Party                        |
| South Down                                   | Margaret Ritchie                             |                                              | Social Democratic and Labour Party           |
| South Down                                   | Caitríona Ruane                              |                                              | Sinn Féin                                    |
| South Down                                   | Jim Wells                                    |                                              | Democratic Unionist Party                    |
| Strangford                                   | Jonathan Bell †                              |                                              | Democratic Unionist Party                    |
| Strangford                                   | Simon Hamilton                               |                                              | Democratic Unionist Party                    |
| Strangford                                   | Kieran McCarthy                              |                                              | Alliance Party of Northern Ireland           |
| Strangford                                   | Michelle McIlveen                            |                                              | Democratic Unionist Party                    |
| Strangford                                   | David McNarry                                |                                              | Ulster Unionist Party                        |
| Strangford                                   | Simpson Gibson †                             |                                              | Democratic Unionist Party                    |
| Upper Bann                                   | Sydney Anderson †                            |                                              | Democratic Unionist Party                    |
| Upper Bann                                   | Sam Gardiner                                 |                                              | Ulster Unionist Party                        |
| Upper Bann                                   | Dolores Kelly                                |                                              | Social Democratic and Labour Party           |
| Upper Bann                                   | Stephen Moutray                              |                                              | Democratic Unionist Party                    |
| Upper Bann                                   | John O'Dowd                                  |                                              | Sinn Féin                                    |
| Upper Bann                                   | George Savage                                |                                              | Ulster Unionist Party                        |
| West Tyrone                                  | Allan Bresland                               |                                              | Democratic Unionist Party                    |
| West Tyrone                                  | Thomas Buchanan                              |                                              | Democratic Unionist Party                    |
| West Tyrone                                  | Kieran Deeny                                 |                                              | Independent                                  |
| West Tyrone                                  | Pat Doherty                                  |                                              | Sinn Féin                                    |
| West Tyrone                                  | Claire McGill                                |                                              | Sinn Féin                                    |
| West Tyrone                                  | Barry McElduff                               |                                              | Sinn Féin                                    |

† Coopté en remplacement d'un MLA élu
‡ Changement d'affiliation en cours de mandat

## Changements depuis l'élection

### † Co-options
| Date cooptation   | Circonscription  | Parti | Parti     | Sortant           | Coopté           | Raison                                                                                                |
| ----------------- | ---------------- | ----- | --------- | ----------------- | ---------------- | --- |
| 14 Mai 2007       | East Antrim      |       | DUP       | George Dawson     | Alastair Ross    | George Dawson est mort.                                                                               |
| 9 Juin 2009       | South Antrim     |       | UUP       | David Burnside    | Danny Kinahan    | David Burnside a démissionné.                                                                         |
| 7 Janvier 2010    | East Londonderry |       | Sinn Féin | Francie Brolly    | Billy Leonard    | Francie Brolly a démissionné.                                                                         |
| 21 Janvier 2010   | Belfast South    |       | SDLP      | Carmel Hanna      | Conall McDevitt  | Carmel Hanna a démissionné.                                                                           |
| 25 Janvier 2010   | Strangford       |       | DUP       | Iris Robinson     | Jonathan Bell    | Iris Robinson a démissionné.                                                                          |
| 10 Juin 2010      | Lagan Valley     |       | DUP       | Jeffrey Donaldson | Paul Givan       | Jeffrey Donaldson a démissionné pour se concentrer sur son rôle de Membre du Parlement.               |
| 21 Juin 2010      | North Antrim     |       | DUP       | Ian Paisley Jr    | Paul Frew        | Ian Paisley Jr a été élu Membre du Parlement pour North Antrim lors des élections générales de 2010,. |
| 1 Juillet 2010    | Upper Bann       |       | DUP       | David Simpson     | Sydney Anderson  | David Simpson a été élu Membre du Parlement lors des élections générales de 2010.                     |
| 1 Juillet 2010    | South Antrim     |       | DUP       | William McCrea    | Paul Girvan      | William McCrea a démissionné pour se concentrer sur son rôle de Membre du Parlement.                  |
| 5 Juillet 2010    | Belfast East     |       | Alliance  | Naomi Long        | Chris Lyttle     | Naomi Long a été élu Membre du Parlement pour Belfast East lors des élections générales de 2010.      |
| 2 Aout 2010       | Strangford       |       | DUP       | Jim Shannon       | Simpson Gibson   | Jim Shannon a été élu Membre du Parlement pour Strangford lors des élections générales de 2010.       |
| 10 Septembre 2010 | Belfast North    |       | DUP       | Nigel Dodds       | William Humphrey | Nigel Dodds a démissionné pour se concentrer sur son rôle de Membre du Parlement,.                    |
| 15 Novembre 2010  | Foyle            |       | SDLP      | Mark Durkan       | Pól Callaghan    | Mark Durkan a démissionné pour se concentrer sur son rôle de Membre du Parlement.                     |
| 7 Décembre 2010   | Belfast West     |       | Sinn Féin | Gerry Adams       | Pat Sheehan      | Gerry Adams a démissionné pour briguer le Dáil Éireann.                                               |

### ‡ Changements d'affiliation
| Date             | Circonscription            | Nom            | Affiliation précédente | Affiliation précédente | Nouvelle affiliation | Nouvelle affiliation    | Circonstance |
| ---------------- | -------------------------- | -------------- | ---------------------- | ---------------------- | -------------------- | ----------------------- | --- |
| 8 Mai 2007       | Foyle                      | William Hay    |                        | DUP                    |                      | Speaker                 | William Hay élu Speaker de l'Assemblée à sa première séance. |
| 29 Novembre 2007 | Fermanagh and South Tyrone | Gerry McHugh   |                        | Sinn Féin              |                      | Independent Nationalist | Gerry McHugh a démissionné du Sinn Féin pour devenir un nationaliste indépendant. le 30 novembre 2009 il a annoncé qu'il avait rejoint Fianna Fáil. Le 3 décembre 2009, il a été signalé que même s'il était maintenant membre du Fianna Fáil, il resterait un membre indépendant de l'Assemblée. |
| 31 Mars 2010     | North Down                 | Alan McFarland |                        | UUP                    |                      | Ind U                   | Alan McFarland a démissionné de l'UUP pour devenir un Unioniste indépendant. |
| 3 Juin 2010      | Belfast East               | Dawn Purvis    |                        | PUP                    |                      | Ind U                   | Dawn Purvis a démissionné du PUP pour devenir une Unioniste indépendant. |
| 3 Janvier 2011   | East Londonderry           | David McClarty |                        | UUP                    |                      | Ind U                   | David McClarty a démissionné de l'UUP après avoir été destitué pour l’élection de 2011. |